# 网段
网段是指一个计算机网络中使用同一物理层直接通讯的那一部分。
通常使用同一物理层的设备之间必然通过相同的传输介质直接相互连接，（如交叉双绞线直接连接的两台主机）；但是两组其传输介质并非直接相连的网络设备，如果它们的传输介质通过工作在物理层的扩展设备如中继器和集线器等转接连接，则仍然被视为同一物理层中的设备，是一个而非两个网段。另外，工作在数据链路层或更高层的设备如网桥、交换机、路由器等等，由它们连接起来的两组设备仍然分别处于各自独立的物理层，因此是两个网段。

## 以太网
在以太网环境中，一个网段其实也就是一个冲突域（碰撞域）。同一网段中的设备共享（包括通过集线器等设备中转连接）同一物理总线，在这一总线上执行CSMA/CD（载波监听多路存取/冲突检测）机制。不同网段间不共享同一物理层，因此不会跨网段发生冲突（碰撞）。
现代高速以太网通常使用交换机代替集线器，交换机是工作在数据链路层的设备，由它转接的两组设备不在同一网段中。事实上，交换机为连在其上的每一个独立设备各自划分出一个独立的网段，每个网段只包含两个设备——交换机本身，和这个独立设备。这样，交换机就能隔离冲突，提高网络的利用率和总体性能。

## 无线网络
无线网络使用确定频率的电磁波作为传输介质，由于电磁波可以在任何未屏蔽的空间中弥散，这使得“是否共享传输介质”很难判断。最常见的无线网络是IEEE802.11系列的无线局域网，它是以太网的一个变种，由于采用了源自军用无线电通讯的频分多路存取（FDMA）抗干扰技术，IEEE802.11系列无线局域网中正在相互通信的几个设备临时组成一个独立的网段，不同网段间互不干扰。
其它采用时分多路存取（TDMA）抗干扰技术的无线网络如GPRS，或者采用码分多路存取（CDMA）抗干扰技术的无线网络如CDMA2000，严格说来应该认为是工作在同一网段（共享物理介质——频率精确相同的电磁波），而在数据链路层或更高层采用TDMA或CDMA技术避免冲突。

## “网段”的其他含义
除了在物理层的严格定义外，“网段”还有一些不严格的含义，比如指代以太网上的一个广播域，这是数据链路层上一个独立的内部相互作用区域。
或者在中文的网络知识入门中，这个词更经常地被误用来指代“子网”，也就是网络层中由网关或路由器等设备隔开的不同部分。例如IP为 192.168.0.1 ~ 192.168.0.254 的设备就位于掩码 255.255.255.0 的同一子网中，这句话经常被说成“位于192.168.0.x ‘网段’中”，如果不涉及网络层之下的结构，这么说不会引起混淆，但是在深入探讨互联网底层结构的时候，应该避免使用“网段”来指代“子网”。